# Беас-де-Сегура
Беас-де-Сегура (ісп. Beas de Segura) — муніципалітет в Іспанії, у складі автономної спільноти Андалусія, у провінції Хаен. Населення — 5674 особи (2010).
Муніципалітет розташований на відстані близько 250 км на південь від Мадрида, 95 км на північний схід від Хаена.
На території муніципалітету розташовані такі населені пункти: (дані про населення за 2010 рік)
- Беас-де-Сегура: 5299 осіб
- Каньяда-Катена: 155 осіб
- Куевас-де-Амбросіо: 138 осіб
- Прадос-де-Арміхо: 82 особи

## Демографія
Динаміка населення (INE ):

## Уродженці
- Урбано Ортега (*1961) — іспанський футболіст, захисник, згодом — футбольний тренер.

## Галерея зображень

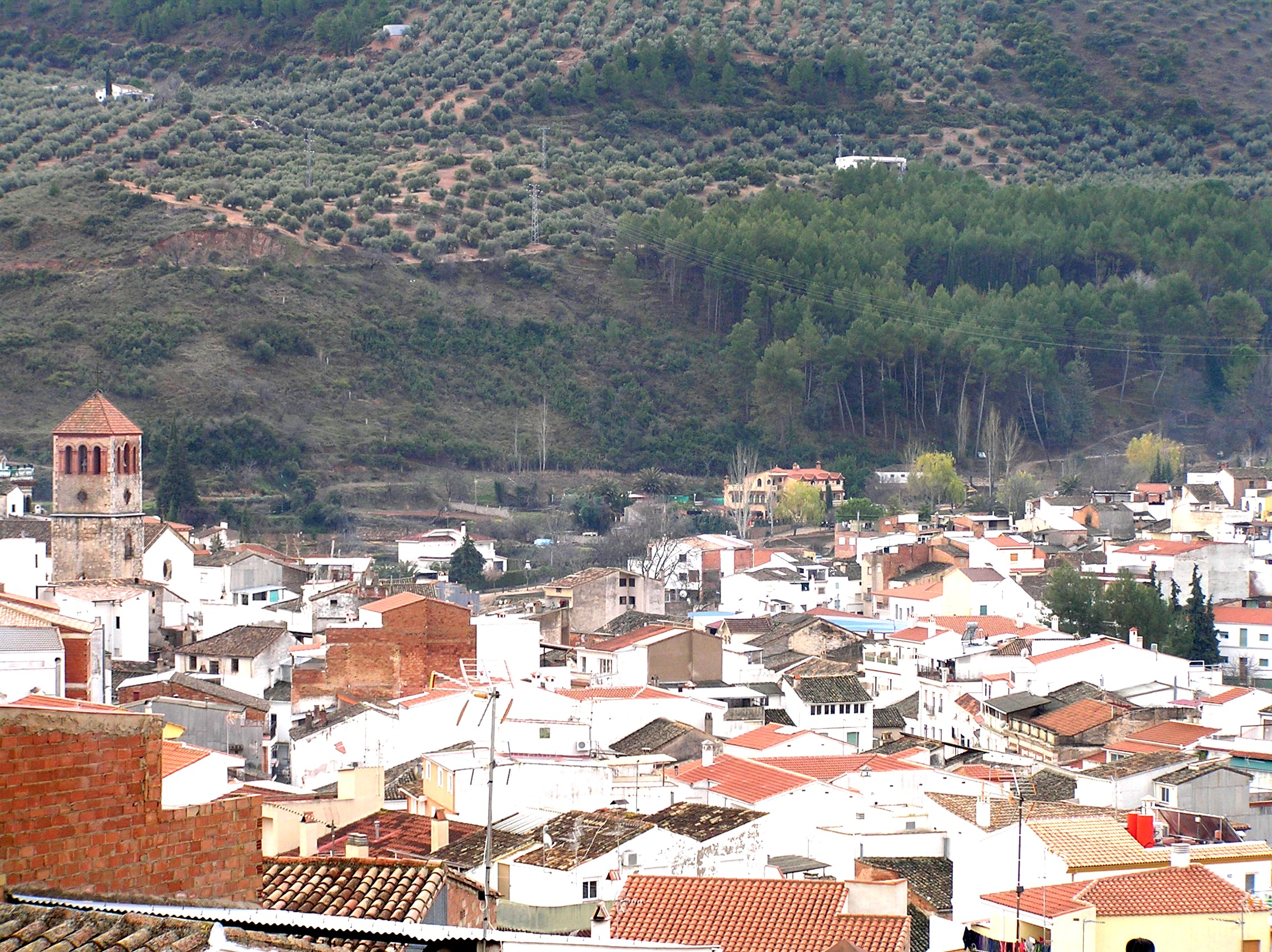
Беас-де-Сегура
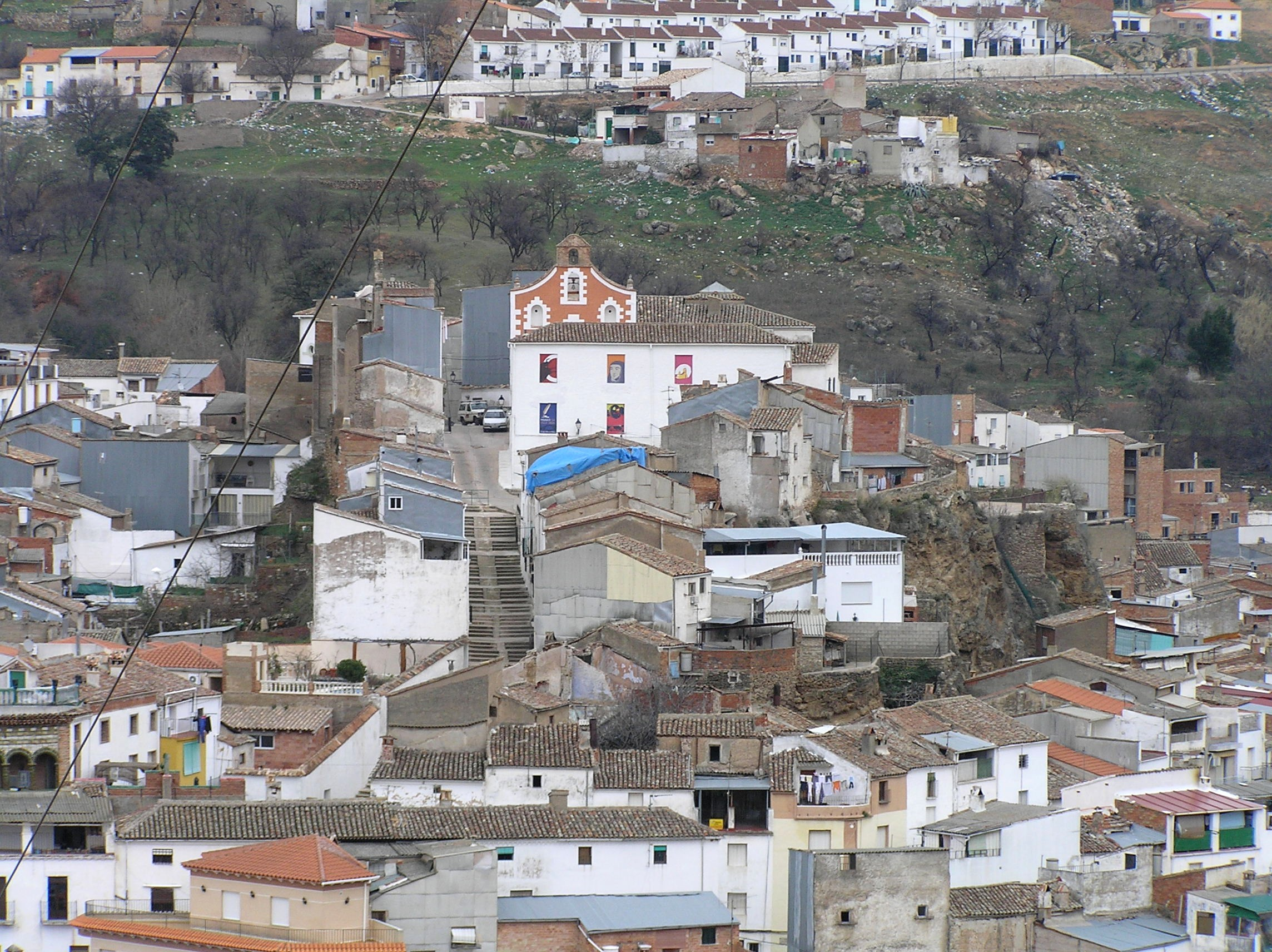
Беас-де-Сегура
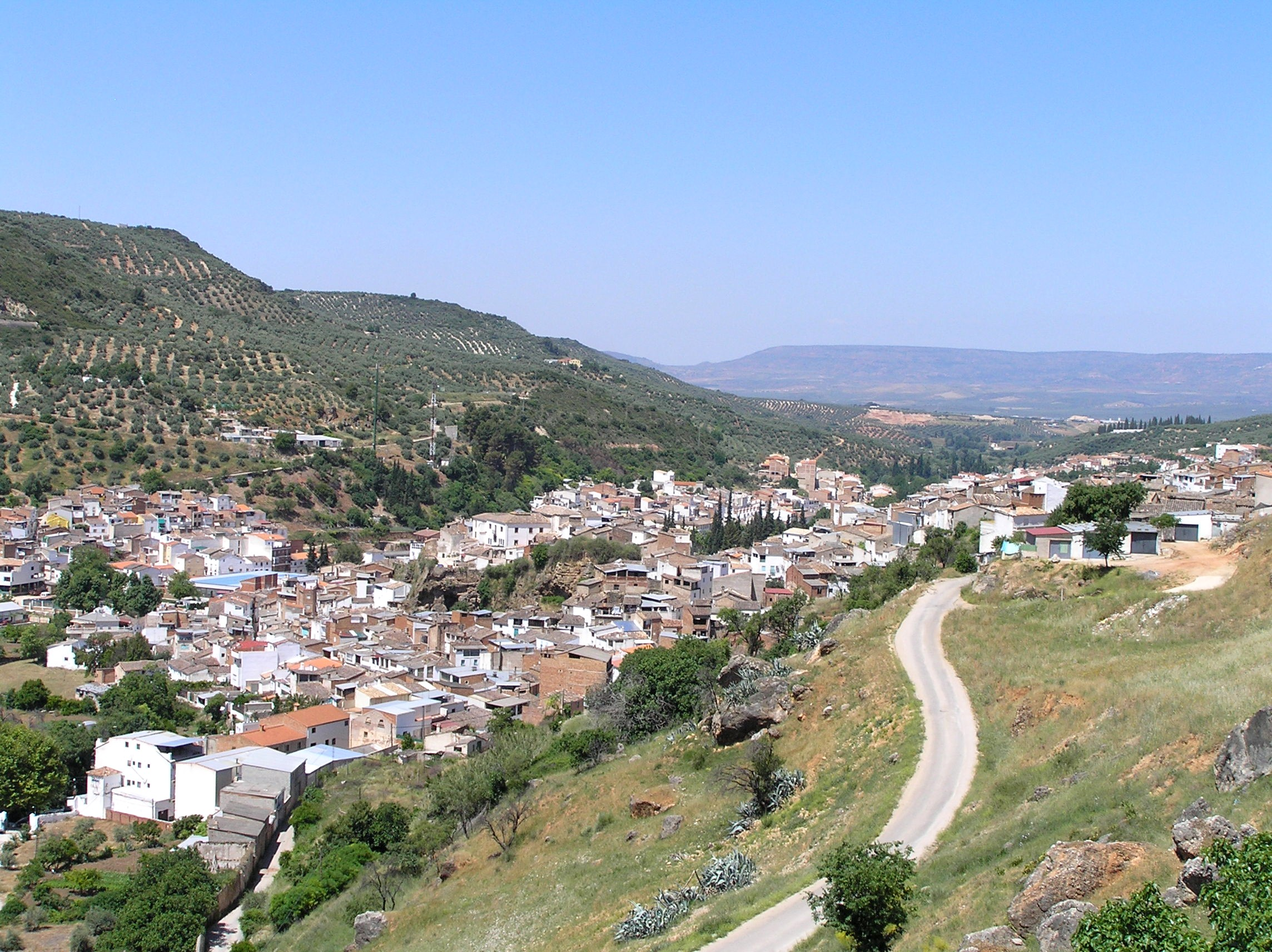
Беас-де-Сегура
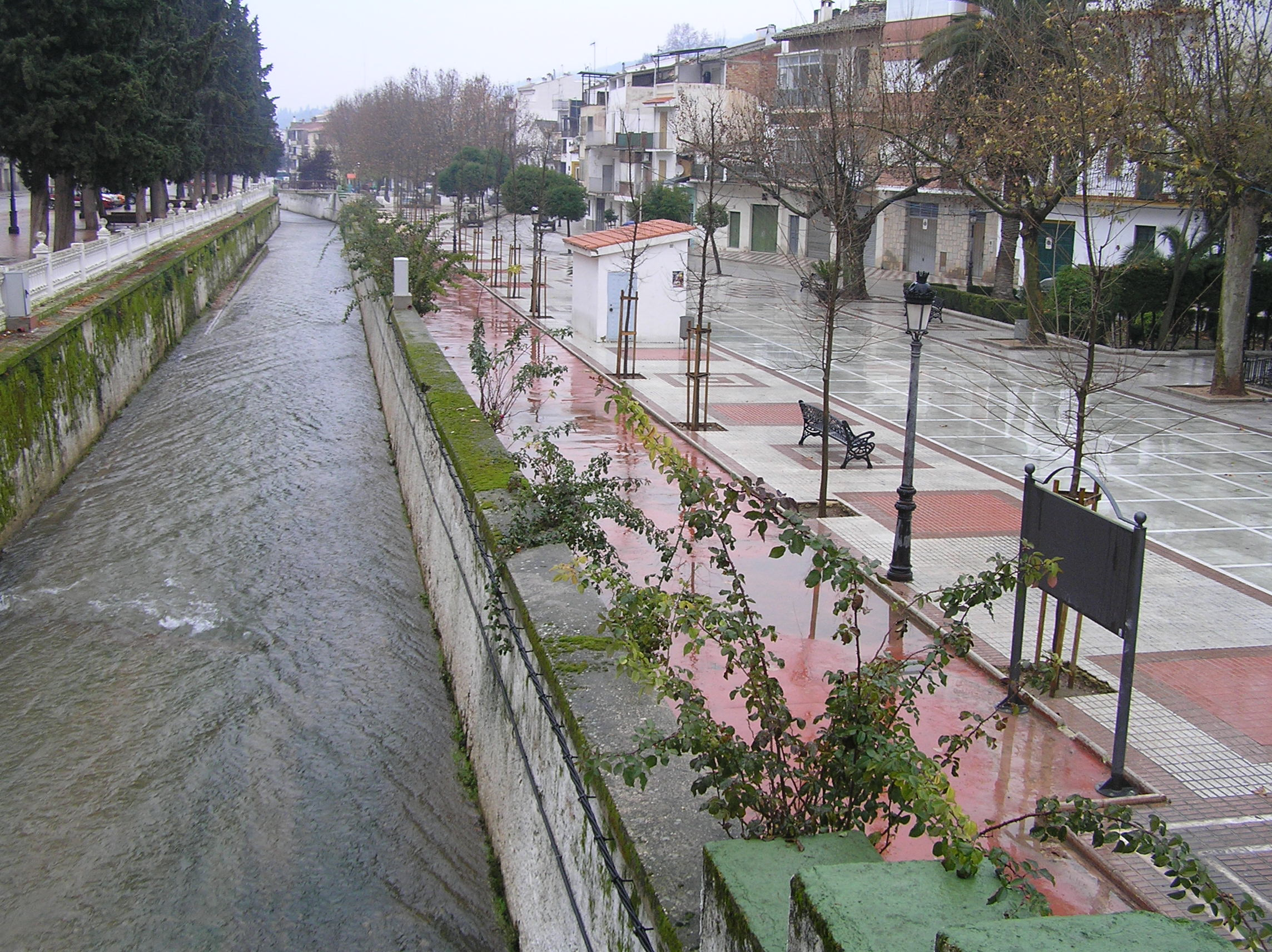
Річка Беас
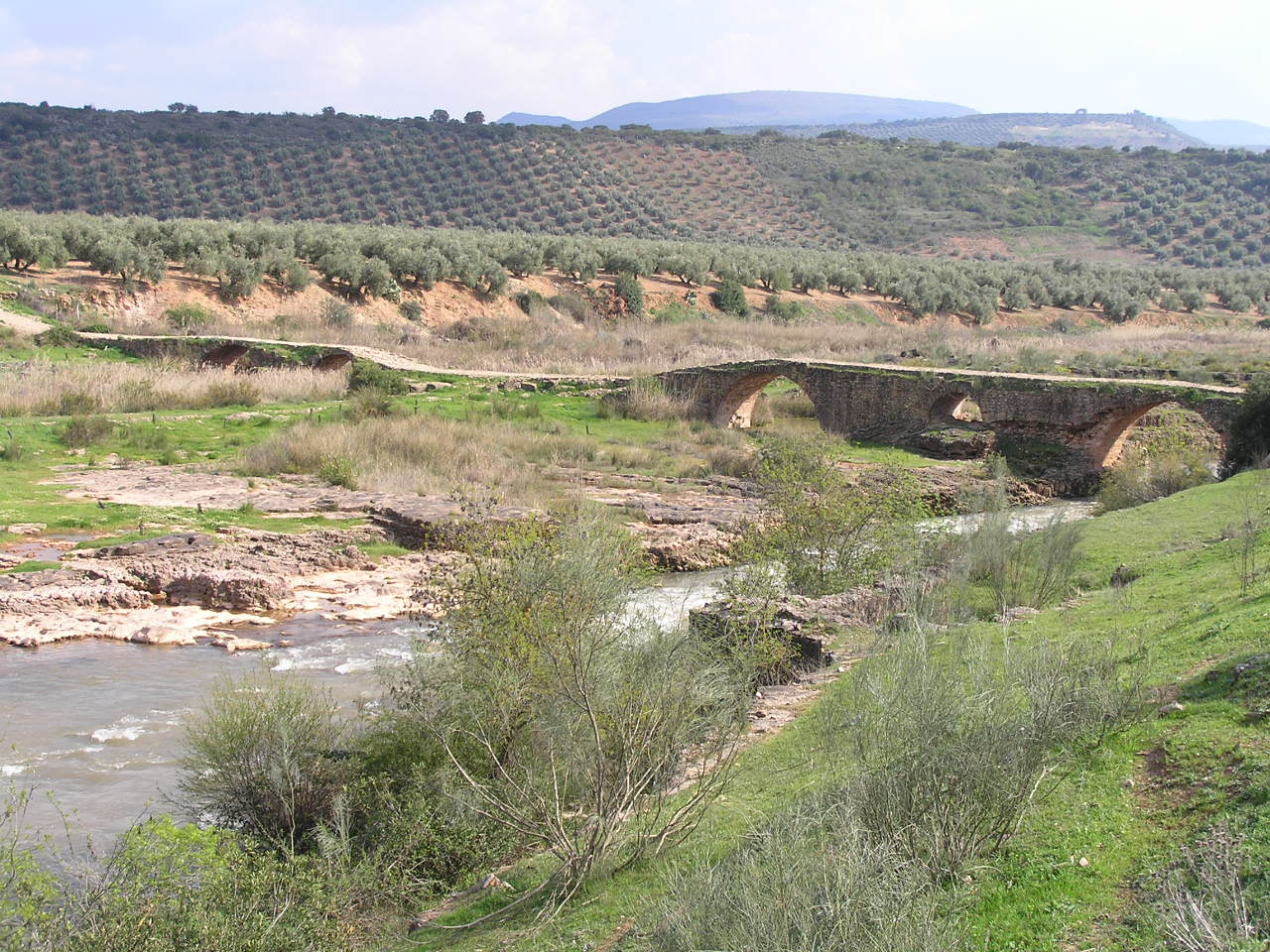
Міст через річку Гвадалімар
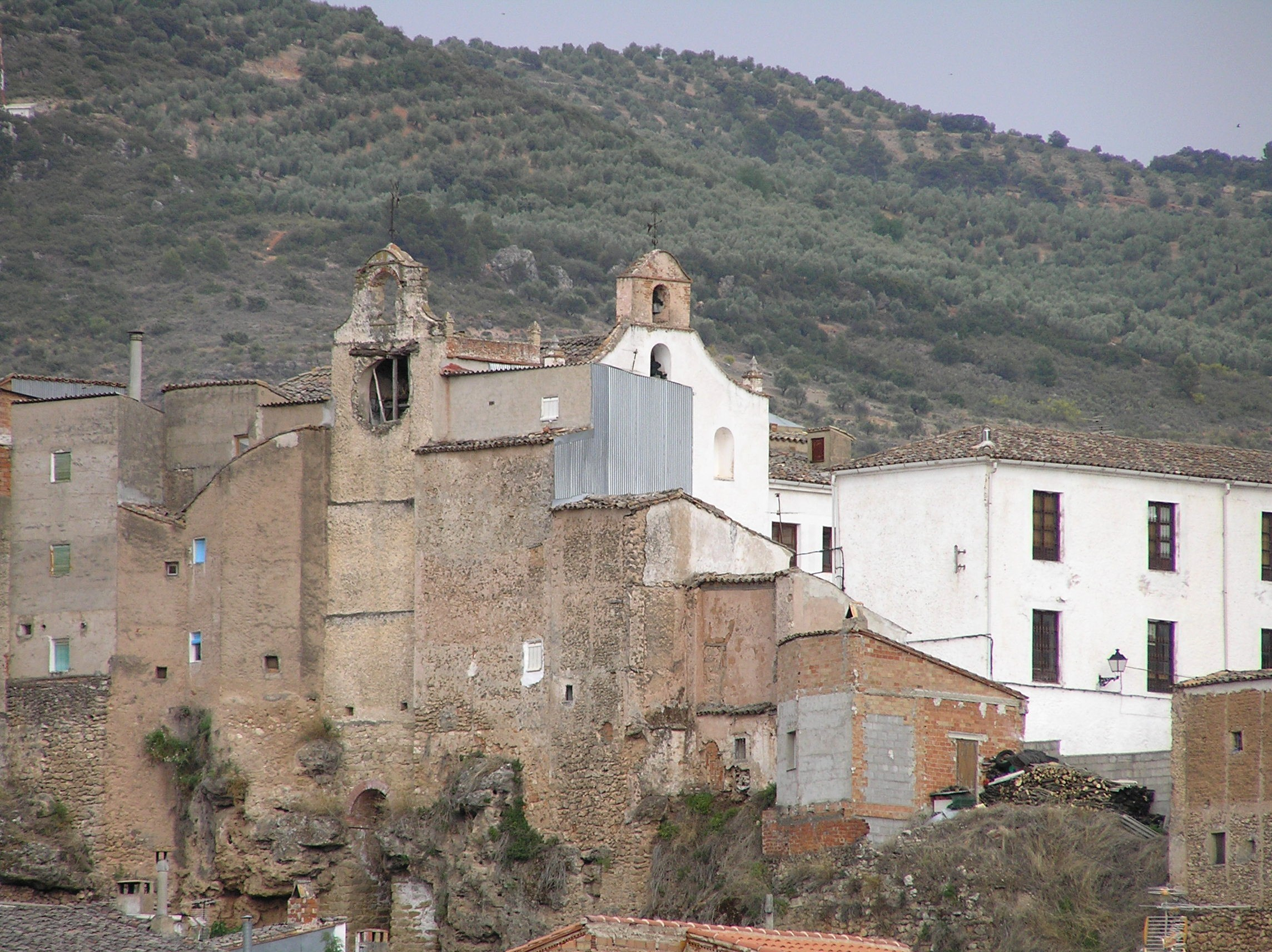
Руїни муру старої фортеці
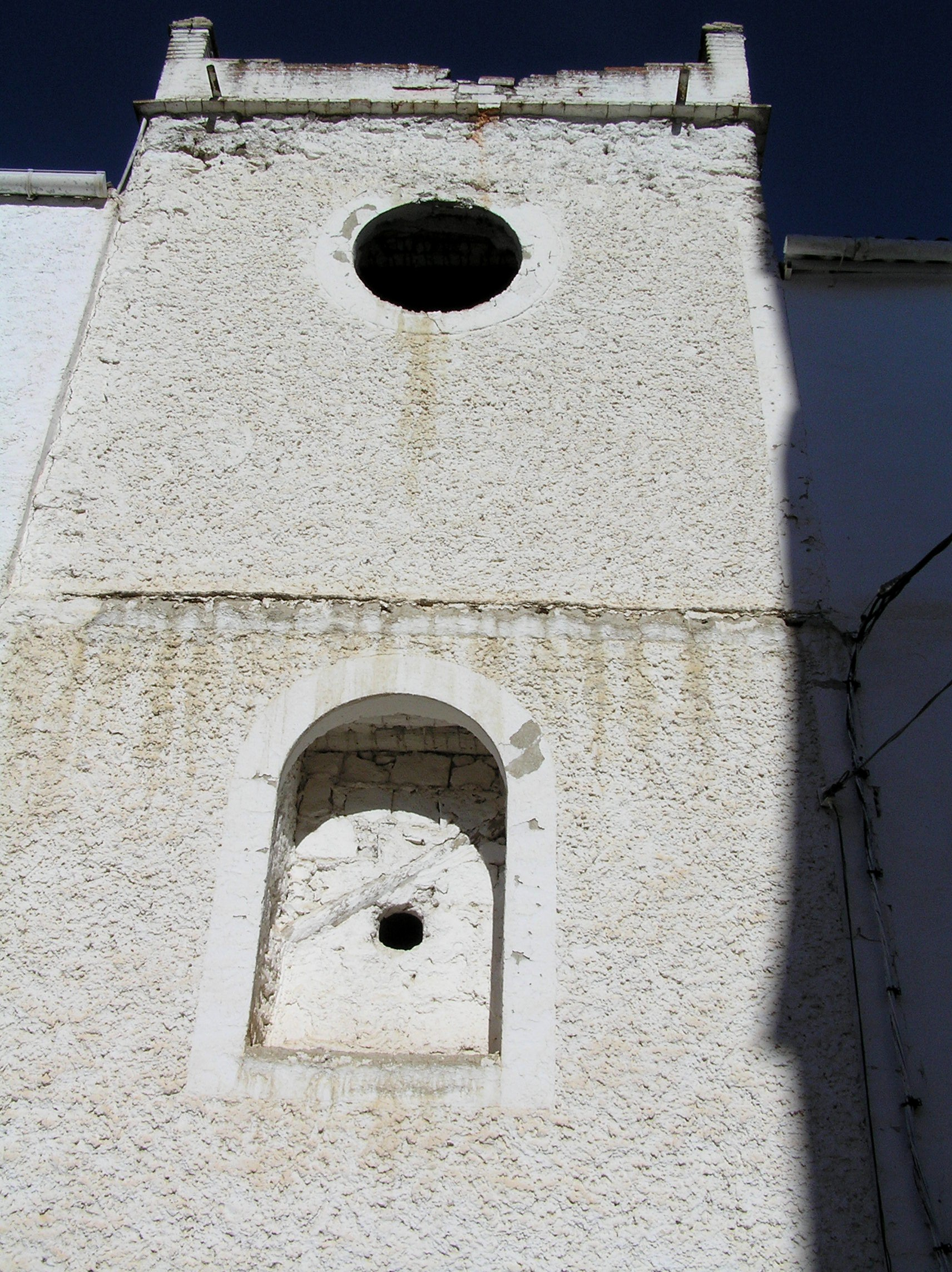
Вежа старої фортеці
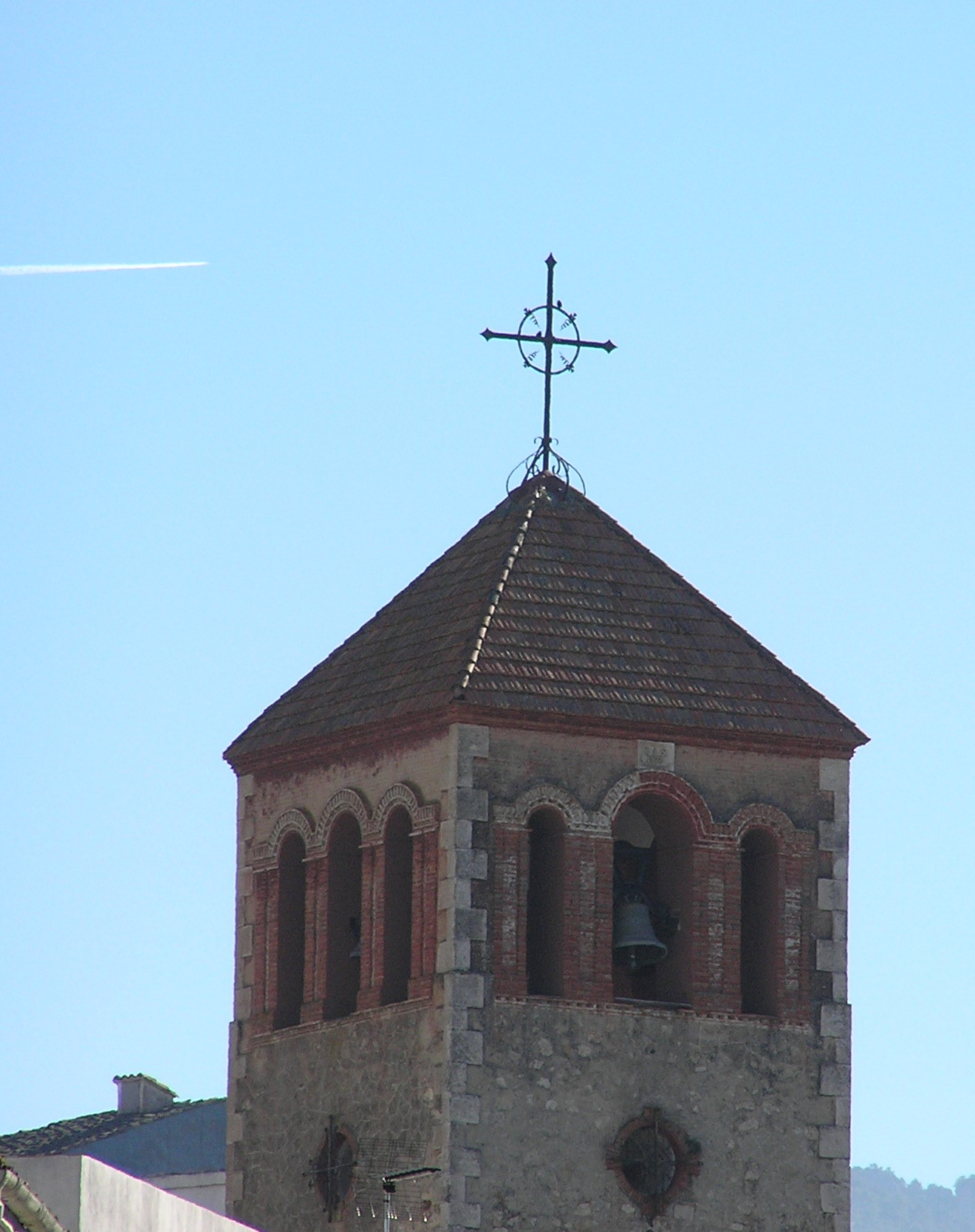
Дзвіниця парафіяльної церкви
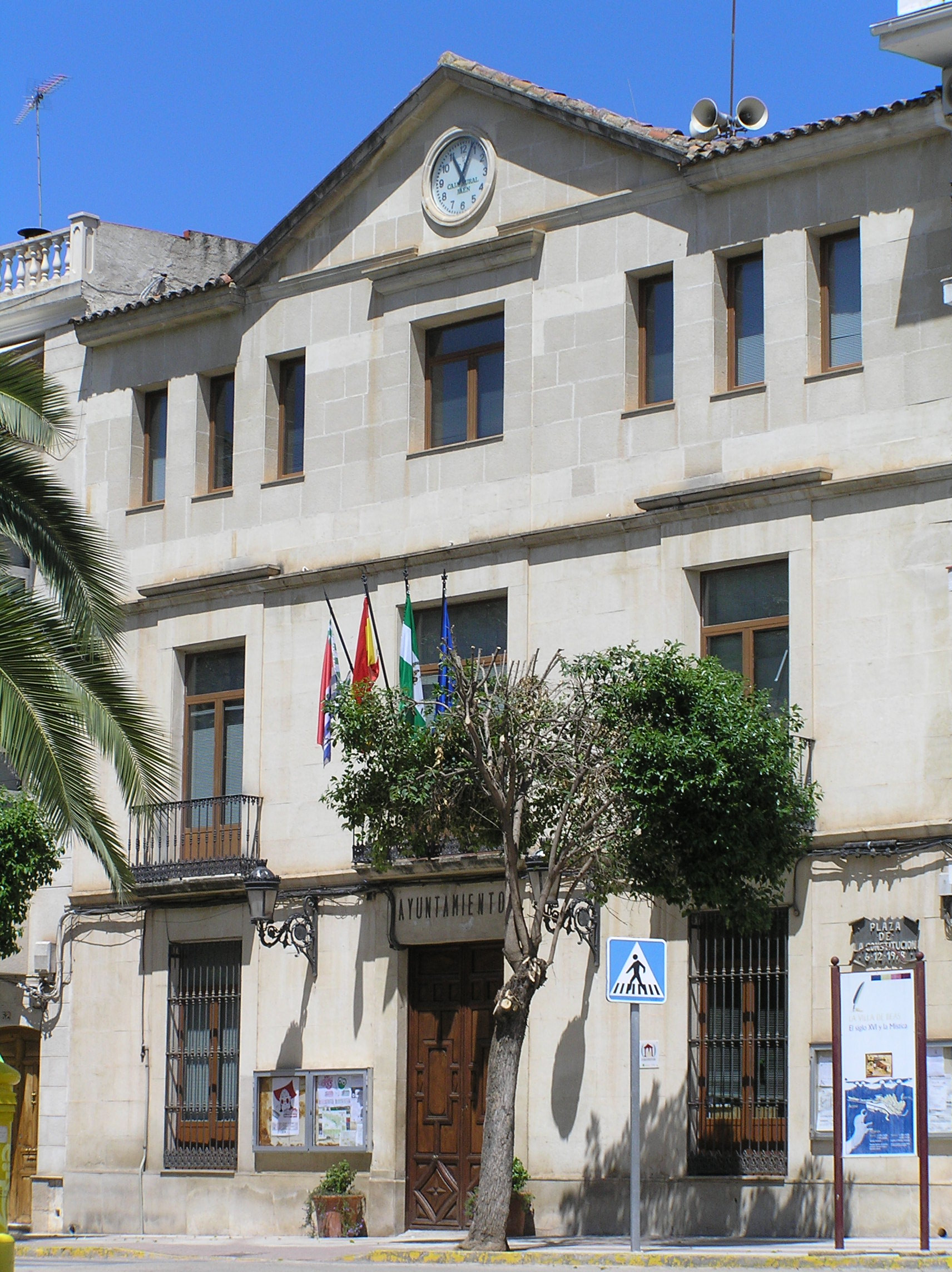
Ратуша
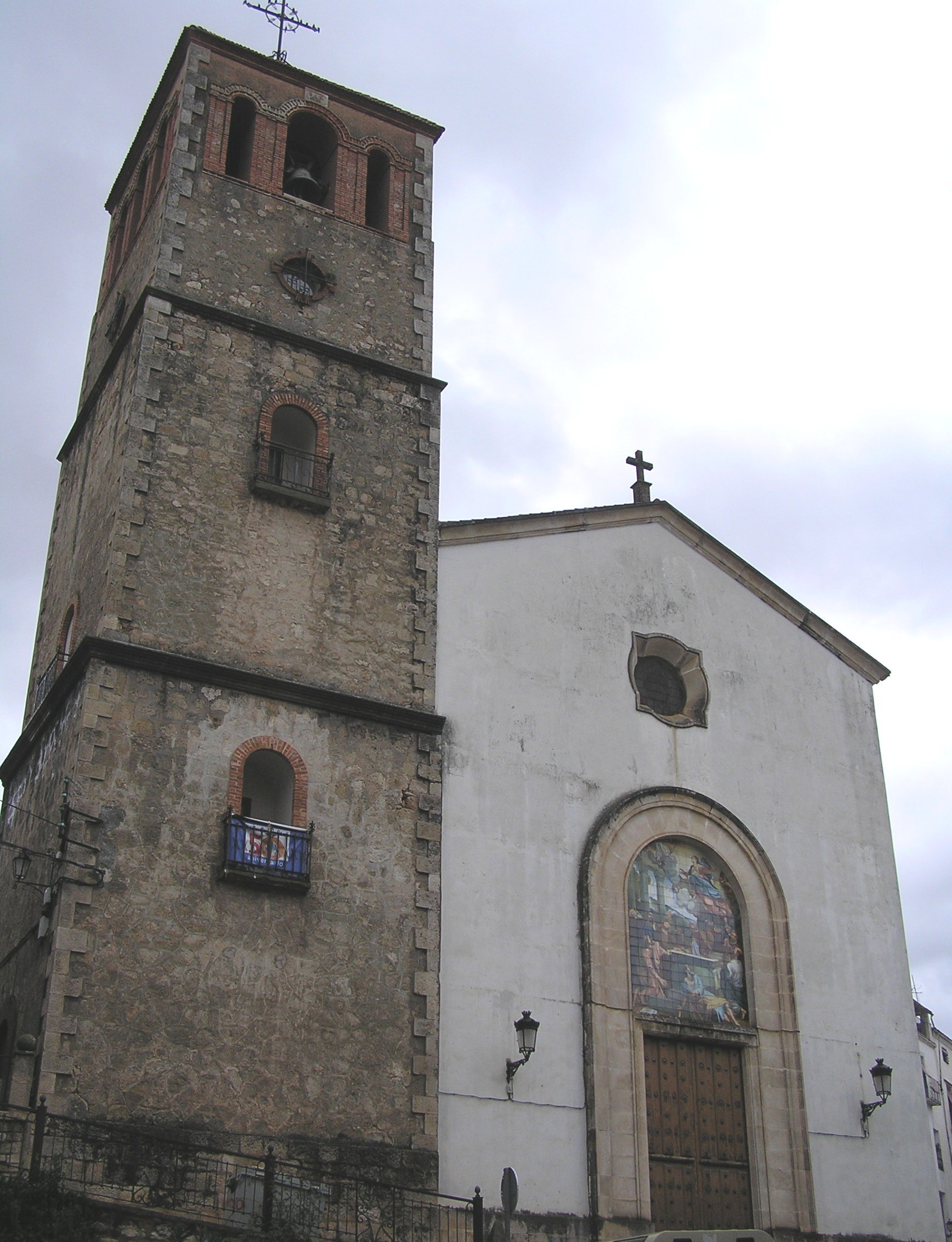
Парафіяльна церква
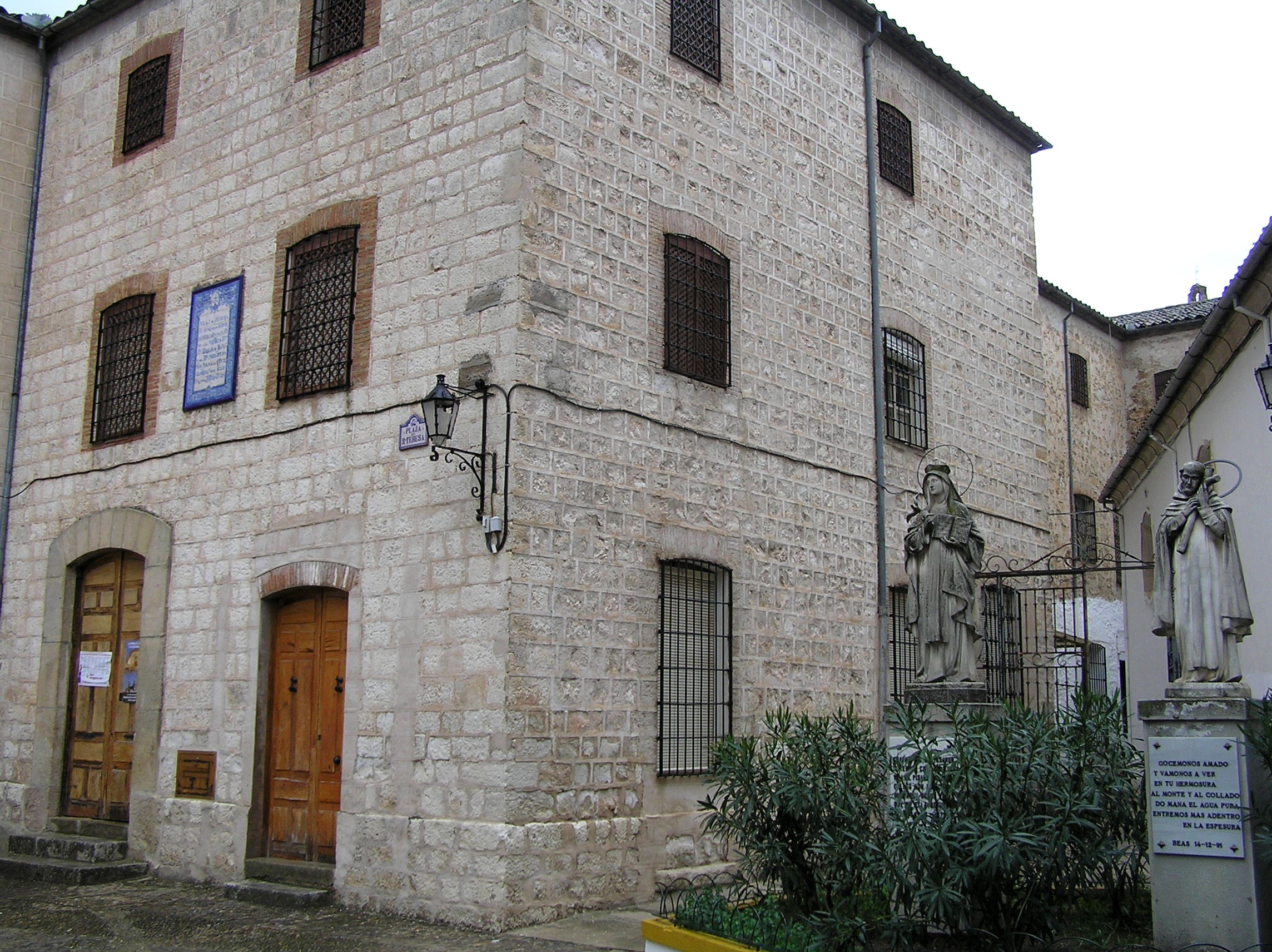
Монастир Лас-Кармелітас-Дескальсас
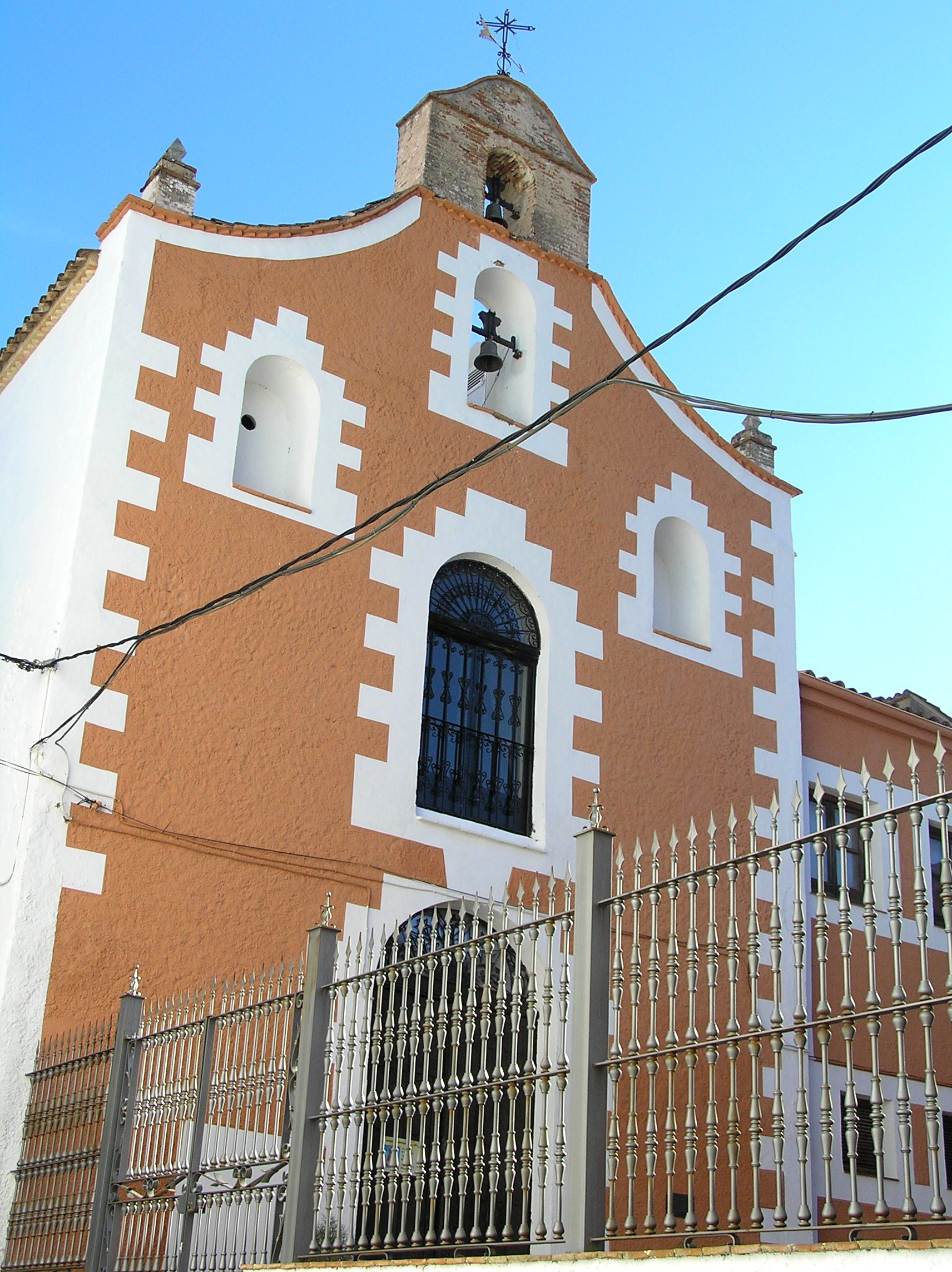
Каплиця